# Gilbert Melki
Pour les articles homonymes, voir Melki.
Gilbert Melki est un acteur français, né le 12 novembre 1958 à Paris.

## Biographie
Fils d'un antiquaire et d'une couturière, Gilbert Melki est le neveu de l'acteur Claude Melki, vedette du film L'Acrobate. Son père, Prosper, vient d'une famille sépharade de Khenchela en Algérie. Il s'installe à Paris en 1936 avec tous les siens. Sa mère Andrée est d'origine juive turque et est née en France. Ses parents se cachent durant l'Occupation : son père à Lyon, sa mère en Normandie.
Dans son adolescence, son père lui fait suivre une formation en ébénisterie. Il décide cependant de s'orienter vers le métier de comédien, malgré l'inquiétude de ses parents qui redoutent de le voir subir les mêmes déboires que son oncle. Il effectue des stages de théâtre, tout en vivant de petits boulots. C'est à la suite d'une rencontre avec l'acteur Serge Hanna, qu'il décide de se tourner vers le cinéma.
Après une première apparition au cinéma en 1992 dans le film Betty, Gilbert Melki connaît le succès en 1997 grâce à La Vérité si je mens ! de Thomas Gilou, où il incarne Patrick Abitbol, un homme d'affaires « mégalo ». Il reprend ce rôle dans les deuxième et troisième volets de cette comédie à succès. Il commence à jouer des rôles dramatiques à partir de 2001 avec Reines d'un jour.
Il a interprété le rôle de Jacky dans la série télévisée Kaboul Kitchen diffusée sur Canal+ durant les deux premières saisons. Il a quitté la série en raison d'un désaccord sur son cachet,.
Il a un fils, Solal, né en 1993 de son union avec Sidonie, sage-femme.

## Filmographie

### Cinéma
- 1992 : Betty de Claude Chabrol
- 1997 : La Vérité si je mens ! de Thomas Gilou : Patrick Abitbol
- 1997 : Un amour de sorcière de René Manzor : Detective 2
- 1997 : Une journée de merde de Miguel Courtois : Bernard
- 1998 : Méditerranées de Philippe Bérenger : J.P
- 1998 : La Patinoire de Jean-Philippe Toussaint : doublure de l'actrice
- 1998 : Grève party de Fabien Onteniente : Brochard
- 1999 : Monsieur Naphtali d'Olivier Schatzky : Fabrice
- 1999 : Chili con carne de Thomas Gilou : Gabriel
- 1999 : Vénus beauté (institut) de Tonie Marshall : L'amant de la gare
- 1999 : Les Petits Souliers d'Éric Toledano et Olivier Nakache : Jean-René Taïeb (court-métrage)
- 2000 : On fait comme on a dit de Philippe Bérenger : Jean-Marc
- 2000 : La Taule d'Alain Robak : Le flic
- 2001 : Reines d'un jour de Marion Vernoux : Shermann
- 2001 : Les Morsures de l'aube d'Antoine de Caunes : Dogman
- 2001 : La Vérité si je mens ! 2 de Thomas Gilou : Patrick Abitbol
- 2001 : Comme chiens et chats de Lawrence Guterman : voix de Butch
- 2002 : Un couple épatant de Lucas Belvaux : Pascal Manise
- 2002 : Cavale de Lucas Belvaux : Pascal Manise
- 2002 : Après la vie de Lucas Belvaux : Pascal Manise
- 2002 : Au plus près du paradis de Tonie Marshall : Alain
- 2003 : Monsieur Ibrahim et les fleurs du Coran de François Dupeyron : Le père de 'Momo'
- 2003 : Rencontre avec le dragon d'Hélène Angel : Micholas Mespoulède
- 2004 : 14,58 euros de Mathieu Amalric : Le père d'Abdellah (court-métrage)

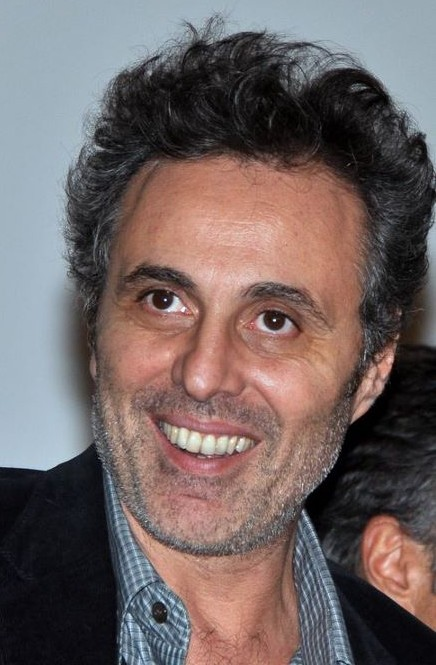
Gilbert Melki en janvier 2012 à l'avant-première de La Vérité si je mens ! 3.

- 2004 : Les Temps qui changent d'André Téchiné : Natan
- 2004 : Prendre femme de Ronit Elkabetz et Shlomi Elkabetz : Albert
- 2004 : Piégés (Incautos) de Miguel Bardem : Mellado
- 2004 : Confidences trop intimes de Patrice Leconte : Marc
- 2005 : Angel-A de Luc Besson : Franck
- 2005 : Palais Royal ! de Valérie Lemercier : Bruno
- 2005 : Crustacés et Coquillages d'Olivier Ducastel, Jacques Martineau : Marc
- 2006 : Ça brûle de Claire Simon : Jean Susini
- 2006 : La Raison du plus faible de Lucas Belvaux : Le ferrailleur
- 2006 : Comme tout le monde de Pierre-Paul Renders : Didier
- 2007 : La Promenade de Marina de Van : David (court-métrage)
- 2007 : Le Deuxième Souffle d'Alain Corneau : Jo Ricci
- 2007 : Anna M. de Michel Spinosa : Dr André Zanevsky
- 2007 : Très bien, merci d'Emmanuelle Cuau : Alexandre 'Alex' Maupain
- 2007 : Cowboy de Benoît Mariage : Tony Sacchi
- 2007 : Le Tueur de Cédric Anger : Léo
- 2008 : Made in Italy de Stéphane Giusti : Luca/Antonio
- 2008 : Largo Winch de Jérôme Salle : Freddy
- 2010 : Complices de Frédéric Mermoud : Hervé Cagan
- 2010 : Le Mac de Pascal Bourdiaux : Tiago Mendès
- 2011 : L'Avocat de Cédric Anger : Paul Vanoni
- 2012 : La Vérité si je mens ! 3 de Thomas Gilou : Patrick Abitbol
- 2016 : Vendeur de Sylvain Desclous : Serge
- 2017 : Pris de court d'Emmanuelle Cuau : Fred
- 2017 : Jour de pluie de Jhon Rachid et Antoine Barillot : policier bar (court-métrage)
- 2019 : La Vérité si je mens ! Les débuts de Michel Munz et Gérard Bitton : Henri Abitbol
- 2019 : Les Avantages de voyager en train d'Aritz Moreno : Leandro Cabrera
- 2022 : La Cour des miracles de Hakim Zouhani et Carine May : Jean-Pierre Fauterau
- 2023 : BDE de Michaël Youn : Ilan Cohen
- 2025 : Lune de miel avec ma mère de Nicolas Cuche : Peter

### Télévision
- 1996 : Sexy Zap, « Les filles de la télé »[8] (1 épisode)
- 2005 : Coup de vache de Lou Jeunet : Victor
- 2007 : La Pluie des prunes de Frédéric Fisbach : François
- 2010 : Ni reprise, ni échangée de Josée Dayan : Louis
- 2012 - 2014 : Kaboul Kitchen de Allan Mauduit et Jean-Patrick Benes : Jacky Robert (24 épisodes)
- 2018 : Mystère à l'Élysée de Renaud Bertrand : Augustin Normand
- 2019 : Le Bazar de la Charité d'Alexandre Laurent : Marc-Antoine de Lenverpré (8 épisodes)
- 2020 : La Flamme de Jonathan Cohen et Jérémie Galan : Jacques
- 2021 : 6 X Confiné.e.s de Pierre Maillard, Marina Rollman et d'autres : Raoul
- 2021 : Une affaire française de Christophe Lamotte : Maître Welzer
- 2023 : L'Incroyable Embouteillage de David Charhon : Raymond
- 2024 : Cat's Eyes, création de Michel Catz, réalisée par Alexandre Laurent : Armand Chassagne

## Distinctions

### Récompenses
- 2006 : meilleur second rôle masculin (Prix du jury) au Festival Jean Carmet de Moulins pour Ça brûle
- 2012 : meilleur acteur dans une série française au Festival Séries Mania pour Kaboul Kitchen

### Nomination
- 2012 : Meilleur acteur dans une série comique au Festival de télévision de Monte-Carlo pour Kaboul Kitchen